# Onthophagus belorhinus
Onthophagus belorhinus är en skalbaggsart som beskrevs av Bates 1887. Onthophagus belorhinus ingår i släktet Onthophagus och familjen bladhorningar. Inga underarter finns listade i Catalogue of Life.